# توم شيرمان
توم شيرمان (بالإنجليزية: Tom Sherman)‏ (1 ديسمبر 1825 - 10 أكتوبر 1911) هو لاعب كريكت بريطاني (وحمل سابقاً جنسية المملكة المتحدة لبريطانيا العظمى وأيرلندا).